# Maria Mackenzie
Maria Catharina Mackenzie-van der Noordaa (Amsterdam, 25 juni 1911 - aldaar, 28 oktober 1990) was een Nederlands medicus, zenuwarts en psychoanalyticus.

## Biografie
Maria van der Noordaa rondt al op 16-jarige leeftijd de HBS af en start dan met de studie Geneeskunde. Als ze 23 jaar is rondt ze de opleiding af en kiest ze er voor om zich te specialiseren in Zenuwziekten in Amsterdam.
Haar promotieonderzoek Psychose in het kraambed doet ze in het Wilhelmina Gasthuis. 
Ze specialiseert zich in de psychoanalyse en heeft een eigen psychoanalytische praktijk waar ze zenuwartsen, psychiaters en psychologen opleidt tot psychoanalyticus. Deze praktijk heeft ze tot lang na haar pensionering. Ze was ook bestuurslid en voorzitter van de Vereniging van Psychoanalyse. 
Maria trouwt als ze 23 jaar is met Jan van Steenbergen, gynaecoloog. Hij overlijdt in 1939 op 31-jarige leeftijd als Maria zwanger is van een zoon. In 1947 hertrouwt ze met Willem Mackenzie, predikant. Naar hem is in Amsterdam ook een tehuis voor ouderen vernoemd. Het ‘Willem Mackenzie Huis gaf ouderenzorg een toekomst’, is de titel van een boek hierover.
Maria Mackenzie was een sociaal bewogen arts die naast haar praktijk ook nog een dagdeel werkte op de GGD op de polikliniek voor geslachtsziekten. Van daaruit gaf ze voorlichting aan prostituées en homoseksuelen over geslachtsziekten. Ook was ze voorzitter van voogdijvereniging Tot Steun, een organisatie die zich bezig hield met opvang van kinderen met sociale problemen.
Van 1956 tot 1971 was Maria Mackenzie hoofd van de Observatiekliniek voor Onrustige Bejaarden in de Zeeburgbarakken (later het Slotervaartziekenhuis) in Amsterdam.
Eind 50’er jaren startte Maria Mackenzie met onderzoek naar de ziekte van Huntington en kreeg daarvoor internationale erkenning. Ze hield hierover lezingen tot in Japan.
Begin 80’er jaren werd zij als eerste vrouw erelid van de Neurologische Vereniging Amsterdam.
Maria Mackenzie werd in 1981 Officier in de Orde van Oranje-Nassau.